# Scincella rara
Scincella rara — вид сцинкоподібних ящірок родини сцинкових (Scincidae). Ендемік В'єтнаму.

## Поширення і екологія
Scincella rara відомі з типової місцевості, розташованої у в'єтнамській провінції Зялай в центрі країни, на висоті 750 м над рівнем моря. Вони живуть у вологих рівнинних тропічних лісах.